# Sherman County (Oregon)
Sherman County ist ein County im Bundesstaat Oregon der Vereinigten Staaten. Das U.S. Census Bureau hat bei der Volkszählung 2020 eine Einwohnerzahl von 1.870 ermittelt. Der Sitz der Countyverwaltung (County Seat) befindet sich in Moro. Benannt ist es nach General William T. Sherman.

## Geographie
Das County hat eine Fläche von 2153 Quadratkilometern; davon sind 21 Quadratkilometer (0,96 Prozent) Wasserflächen.

## Geschichte
Das County wurde am 25. Februar 1889 gegründet und nach William Tecumseh Sherman benannt.
Fünf Bauwerke und Stätten des Countys sind im National Register of Historic Places (NRHP) eingetragen (Stand 18. Juli 2018).

## Demografische Daten

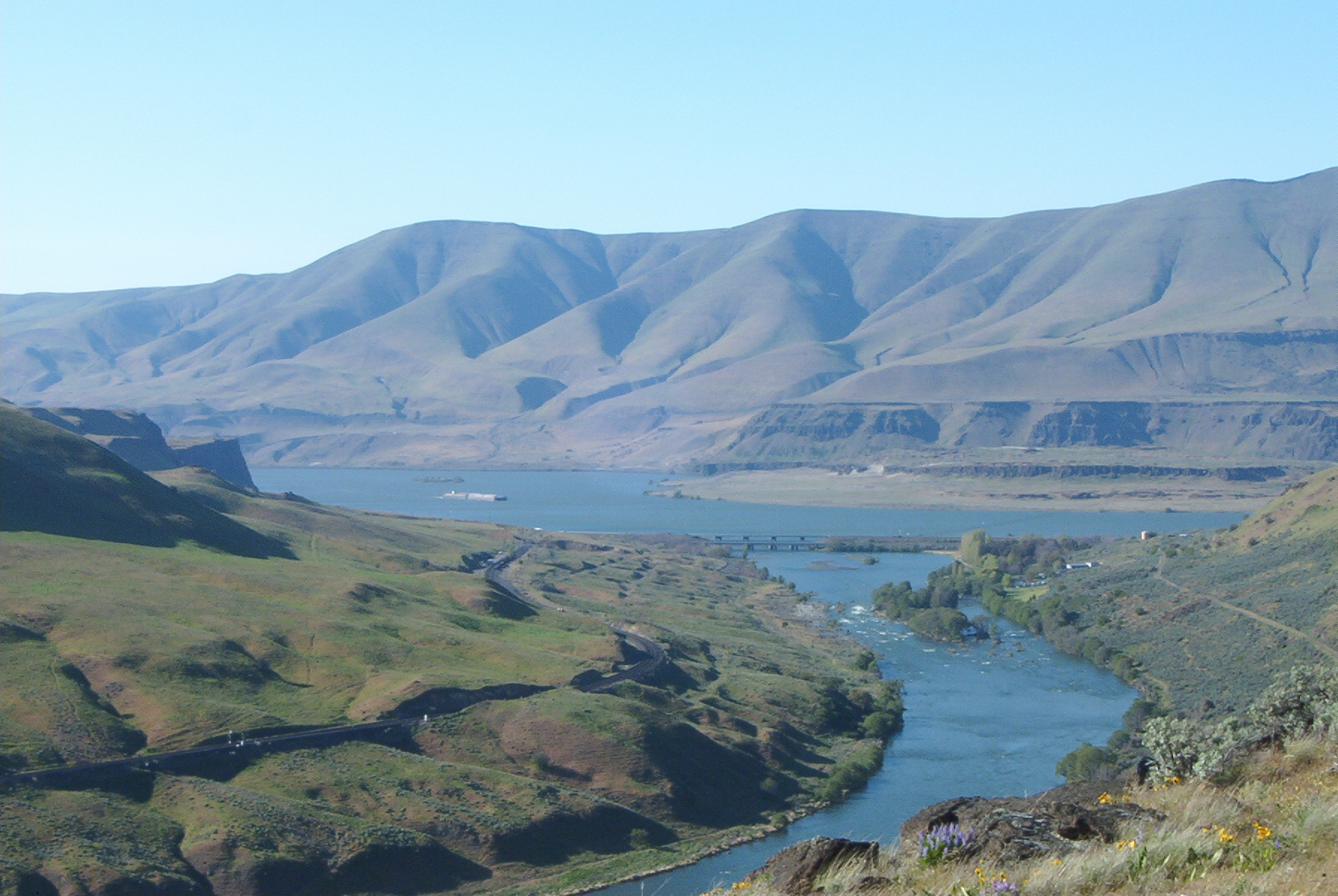
Der Deschutes River

Nach der Volkszählung im Jahr 2000 lebten im County 1934 Menschen. Es gab 797 Haushalte und 545 Familien. Die Bevölkerungsdichte betrug 1 Einwohner pro Quadratkilometer. Ethnisch betrachtet setzte sich die Bevölkerung zusammen aus 93,59 % Weißen, 0,21 % Afroamerikanern, 1,40 % amerikanischen Ureinwohnern, 0,47 % Asiaten, 0,00 % Bewohnern aus dem pazifischen Inselraum und 2,79 % Prozent aus anderen ethnischen Gruppen; 1,55 % stammten von zwei oder mehr ethnischen Gruppen ab. 4,86 % der Bevölkerung waren spanischer oder lateinamerikanischer Abstammung.
Von den 797 Haushalten hatten 29,90 % Kinder und Jugendliche unter 18 Jahre, die bei ihnen lebten. 58,50 % waren verheiratete, zusammenlebende Paare, 6,50 % waren allein erziehende Mütter. 31,50 % waren keine Familien. 28,70 % waren Singlehaushalte und in 14,10 % lebten Menschen im Alter von 65 Jahren oder darüber. Die Durchschnittshaushaltsgröße betrug 2,43 und die durchschnittliche Familiengröße lag bei 2,97 Personen.
Auf das gesamte County bezogen setzte sich die Bevölkerung zusammen aus 26,40 % Einwohnern unter 18 Jahren, 5,80 % zwischen 18 und 24 Jahren, 23,40 % zwischen 25 und 44 Jahren, 26,10 % zwischen 45 und 64 Jahren und 18,30 % waren 65 Jahre alt oder darüber. Das Durchschnittsalter betrug 42 Jahre. Auf 100 weibliche Personen kamen 102,90 männliche Personen, auf 100 Frauen im Alter ab 18 Jahren kamen statistisch 105,00 Männer.

Das jährliche Durchschnittseinkommen eines Haushalts betrug 35.142 USD, das Durchschnittseinkommen der Familien betrug 42.563 USD. Männer hatten ein Durchschnittseinkommen von 31.207 USD, Frauen 21.579 USD. Das Prokopfeinkommen betrug 17.448 USD. 14,60 % der Bevölkerung und 12,30 % der Familien lebten unterhalb der Armutsgrenze. 20,20 % davon waren unter 18 Jahre und 7,70 % waren 65 Jahre oder älter.